# شهرآورد دل‌آپنینو
شهرآورد دل‌آپنینو (به ایتالیایی: Derby dell'Appennino) به دیدار بین دو تیم بولونیا و فیورنتینا گفته می‌شود. شهرآورد دل‌آپنینو نام خود را از کوه‌های «آپنینو تسکو امیلیانو» واقع در رشته کوه آپنینی که از لحاظ جغرافیایی دو شهر را از هم جدا می‌کند، گرفته‌است.